# Heine (cràter)
Heine és un cràter d'impacte en el planeta Mercuri de 73 km de diàmetre. Porta el nom del poeta alemany 	Heinrich Heine (1797-1856), i el seu nom va ser aprovat per la Unió Astronòmica Internacional el 1979.